# Sollevamento pesi ai Giochi della XI Olimpiade - Pesi piuma
La competizione della categoria pesi piuma (fino a 60 kg) di sollevamento pesi ai Giochi della XI Olimpiade si è svolta il giorno 2 agosto 1936 alla Deutschlandhalle.

## Regolamento
La classifica era ottenuta con la somma delle migliori alzate delle seguenti 3 prove:
- Distensione lenta
- Strappo
- Slancio

Su ogni prova ogni concorrente aveva diritto a tre alzate.

## Risultati
| Pos.    | Atleta            | Nazione            | Peso Atleta | Totale | Distensione lenta | Distensione lenta | Distensione lenta | Strappo | Strappo | Strappo | Slancio | Slancio | Slancio |
| Pos.    | Atleta            | Nazione            | Peso Atleta | Totale | 1                 | 2                 | 3                 | 1       | 2       | 3       | 1       | 2       | 3       |
| ------- | ----------------- | ------------------ | ----------- | ------ | ----------------- | ----------------- | ----------------- | ------- | ------- | ------- | ------- | ------- | ------- |
| Oro     | Tony Terlazzo     | Stati Uniti        | 60          | 312,5  | 87,5              | 92,5              | 95                | 90      | 95      | 97,5    | 122,5   | 127,5   | 127,5   |
| Argento | Saleh Soliman     | Egitto             | 59,5        | 305    | 77,5              | 82,5              | 85                | 87,5    | 92,5    | 95      | 115     | 122,5   | 125     |
| Bronzo  | Ibrahim Shams     | Egitto             | 59,5        | 300    | 72,5              | 77,5              | 80                | 90      | 95      | 97,5    | 120     | 125     | 127,5   |
| 4       | Anton Richter     | Austria            | 59,8        | 297,5  | 72,5              | 77,5              | 80                | 90      | 95      | 97,5    | 120     | 125     | 125     |
| 5       | Georg Liebsch     | Germania           | 59,4        | 290    | 87,5              | 92,5              | 95                | 85      | 90      | 90      | 107,5   | 112,5   | 112,5   |
| 6       | Attilio Bescapè   | Italia             | 60          | 287,5  | 80                | 85                | 87,5              | 85      | 90      | 92,5    | 110     | 110     | 115     |
| 7       | John Terry        | Stati Uniti        | 60          | 287,5  | 75                | 80                | 80                | 87,5    | 92,5    | 92,5    | 115     | 120     | 120     |
| 8       | Max Walter        | Germania           | 59          | 280    | 75                | 80                | 80                | 90      | 90      | 90      | 115     | 122,5   | 122,5   |
| 9       | Umberto Brizzi    | Italia             | 60          | 277,5  | 80                | 85                | 87,5              | 75      | 80      | 82,5    | 110     | 110     | 115     |
| 10      | Marcel Baril      | Francia            | 60          | 275    | 70                | 75                | 77,5              | 82,5    | 87,5    | 87,5    | 110     | 112,5   | 115     |
| 11      | Antoine Verdu     | Francia            | 60          | 275    | 72,5              | 77,5              | 80                | 82,5    | 87,5    | 90      | 110     | 110     | 110     |
| 12      | Mathias Zahradka  | Austria            | 59,7        | 272,5  | 75                | 80                | 82,5              | 82,5    | 87,5    | 87,5    | 105     | 110     | 110     |
| 13      | Erm Lund          | Estonia            | 59,8        | 270    | 67,5              | 72,5              | 75                | 80      | 85      | 85      | 107,5   | 112,5   | 117,5   |
| 14      | Alois Rigert      | Svizzera           | 59,9        | 270    | 75                | 85                | 87,5              | 75      | 75      | 80      | 100     | 105     | 105     |
| 15      | Norman Holroyd    | Gran Bretagna      | 58,8        | 262,5  | 67,5              | 72,5              | 75                | 80      | 85      | 87,5    | 105     | 112,5   | 112,5   |
| 16      | Wong Seahkee      | Repubblica di Cina | 58,6        | 255    | 65                | 70                | 72,5              | 70      | 75      | 80      | 105     | 115     | 115     |
| 17      | Jenő Kuti         | Ungheria           | 59,4        | 252,5  | 70                | 75                | 75                | 70      | 75      | 77,5    | 90      | 95      | 100     |
| 18      | František Šimůnek | Cecoslovacchia     | 60          | 250    | 65                | 70                | 72,5              | 75.0    | 75      | 80      | 95      | 100     | 105     |
| 19      | Frederick Marsh   | Gran Bretagna      | 59,4        | 247,5  | 67,5              | 72,5              | 72,5              | 77,5    | 82,5    | 82,5    | 102,5   | 107,5   | 110     |
| 20      | Seng Liang        | Repubblica di Cina | 59,4        | 242,5  | 72,5              | -                 | -                 | 70      | 75      | 80      | 90      | 95      | 100     |
| 21      | Franz Conrad      | Lussemburgo        | 58,4        | 220    | 65                | 70                | 72,5              | 65      | -       | -       | 90      | 90      | 90      |